# Myrmozercon iainkayi
Myrmozercon iainkayi  (лат.) — вид мирмекофильных клещей семейства Laelapidae из отряда Mesostigmata (Dermanyssoidea, Dermanyssina). Австралия: Квинсленд. Длина тела около 0,7 мм. Дозум коричневый, тритостернум гладкий, длина 0,140-0,150 мм. Отличается уникальной хетотаксией, включая гипертрихию тазиков (6-6-6-4 для ног I-IV пар, соответственно) и строением ротовых органов, свидетельствующих о питании гемолимфой своих хозяев. Ассоциирован с муравьями рода Полирахис (Polyrachis, Hymenoptera), обнаружен на рабочих и половых взрослых особях. Вид назван в честь сборщика типовой серии (Iain Kay).